# 레오니트 파세치니크
레오니트 이바노비치 파세치니크(러시아어: Леони́д Ива́нович Па́сечник, 우크라이나어: Леонід Іванович Пасічник 레오니드 이바노비치 파시치니크[*], 1970년 3월 15일 루한스크 주 ~)는 루간스크 인민공화국의 정치인이다. 2017년 11월부터 2018년 11월까지 루간스크 인민공화국 국가 수반 권한대행직을 역임하였다.
2018년 11월 11일 돈바스 지역 자체 선거에서 파세치니크가 68.3%의 득표율로 루간스크 인민공화국의 제3대 국가 수반에 당선되었다.
파세치니크는 2010년부터 2014년까지 우크라이나 보안국 소장으로 근무한 경력을 가지고 있다. 2018년 11월 21일 제3대 국가수반 취임식을 가진 뒤 공식 업무를 시작하였다.